# Joe South
Joseph Alfred Souter (28 de febrero de 1940 - 5 de septiembre de 2012), más conocido como Joe South, fue un cantautor y guitarrista estadounidense. Especialmente recordado  por su composición, ganaron el premio Grammy para la canción del año en 1970 por " Games People Play " y fue nominado nuevamente para el premio en 1972 para " Rose Garden "el éxito country de Lynn Anderson.

## Carrera
South se había reunido y fue animado por Bill Lowery, un editor de música de Atlanta, Georgia y personalidad de radio. Comenzó su carrera discográfica en Atlanta con la Corporación Nacional de Grabación, donde se desempeñó como guitarrista junto con otros artistas de NRC Ray Stevens y Jerry Reed. Las primeras grabaciones de South han sido reeditadas por NRC en CD. Pronto regresó a Nashville con The Manrando Group y luego a Charlie Wayne Felts Promotions. (Charlie Wayne Felts es primo del miembro del Salón de la Fama de Rockabilly y miembro de Grand Ole Opry, Narvel Felts).
South tuvo su primer éxito entre los primeros 50 en julio de 1958 con una versión del lado b del éxito de The Big Bopper, Chantilly Lace, una novedosa canción llamada "The Purple People Eater Meets the Witch Doctor". Después de este éxito se concentraría principalmente en la composición de canciones.
En 1959, South escribió dos canciones que fueron grabadas por Gene Vincent: "I Might Have Known", que estaba en el álbum Sounds Like Gene Vincent (Capitol Records, 1959), y "Gone Gone Gone", que se incluyó en el álbum. The Crazy Beat of Gene Vincent (Capitol Records, 1963).
South fue también un destacado acompañante, tocando la guitarra en el éxito de Tommy Roe "Sheila" un N°1 en la lista de Billborard en 1963, el álbum de Bob Dylan, Blonde on Blonde, y la introducción de trémolo clásico del éxito de Aretha Franklin "Chain of Fools". South tocó la guitarra eléctrica en el segundo álbum de Simon & Garfunkel, Sounds of Silence, aunque Al Gorgoni y / o Vinnie Bell aparecen en la canción principal.
Billy Joe Royal grabó cinco canciones de South: "Down in the Boondocks" (también interpretada en 1969 por Penny DeHaven ), "I Knew You When", "Yo-Yo" (más tarde un éxito para The Osmonds), "Hush" (más tarde un éxito para Deep Purple, Somebody's Image con Russell Morris y Kula Shaker ) y "Rose Garden".
Respondiendo a los problemas de fines de la década de 1960, el estilo de South cambió radicalmente, lo que es más evidente en su sencillo más grande, "Games People Play", picante y sin sentido de 1969 (supuestamente inspirado en el libro del mismo nombre de Eric Berne), un éxito en ambos lados del Atlántico. Acompañado por un sonido de cuerda exuberante, un órgano y un metal, la producción ganó el Premio Grammy a la Mejor Canción Contemporánea y el Premio Grammy a la Canción del Año. South siguió con "Birds of a Feather" (originalmente "Bubbled Under" en el número 106 del 10 al 17 de febrero de 1968, más exitoso como una versión de The Raiders) que alcanzó su punto máximo en el Hot 100 en el número 23 del 23 al 30 de octubre de 1971) y otros dos buscadores de almas, el "No lo hagas querer volver a casa" (también cubierto ocho meses después por Brook Benton con The Dixie Flyers) y el socialmente provocativo "Walk a Mile in My Shoes" (también cubierto por Elvis Presley en una versión de la era de Las Vegas, Bryan Ferry y Coldcut).
La composición comercialmente más exitosa de South fue el éxito de Lynn Anderson en 1971, "Rose Garden", que fue un éxito en 16 países de todo el mundo. Anderson ganó un premio Grammy por su voz, y South obtuvo dos nominaciones al Grammy por ella, como mejor canción country y canción (general) del año. South escribió más éxitos para Anderson, como "Cómo puedo amarte" (Billboard Country n.º 1) y "Fool Me" (Billboard Country n.º 3). Freddy Weller, Jeannie C. Riley y Penny DeHaven también tuvieron éxitos en el Billboard con canciones de South. Además, otros artistas que han grabado canciones escritas de South incluyen Jerry Lee Lewis, Johnny Cash, Glen Campbell, Loretta Lynn, Carol Burnett, Andy Williams, Kitty Wells, Dottie West, Jim Nabors, Arlen Roth, Liz Anderson, The Georgia Satellites, Waylon Jennings, Dolly Parton, Ike y Tina Turner, Hank Williams Jr., James Taylor, Los Tams y KD Lang, aunque la mayoría con las versiones de las canciones más conocidas de South.

## Vida personal
El suicidio de 1971 del hermano de South, Tommy, provocó que Joe se deprimiera clínicamente. Tommy South había sido el baterista de su banda de acompañamiento y acompañó a South no solo en presentaciones en vivo sino también en sesiones de grabación cuando South produjo éxitos para otros artistas, incluidos Royal, Sandy Posey y Friend and Lover, incluida su canción número 10 de Billboard. "Alcanzar la oscuridad". En una entrevista con Amy Duncan de Christian Science Monitor, South dijo: "No me veía a mí mismo [drogas] por las patadas. Lo hice más o menos para seguir adelante y aprovechar la inspiración. Yo equiparé los químicos con la inspiración." El uso de drogas por parte de South resultó en una actitud hosca hacia el público, y dejó Capitol después de dos álbumes fallidos. South vivió durante un tiempo en la década de 1970 en la isla hawaiana de Maui. Él dijo: "Realmente me pateé por años... uno de los principales problemas fue que me negaba a perdonarme a mí mismo", le dijo a Duncan. "Sabes, puedes pasar por centros de tratamiento de drogas, y no es una curación permanente hasta que sea una curación espiritual".
No hay información disponible sobre el primer matrimonio de South, el divorcio o su primera esposa. En 1987, South convirtió a Jan Tant en su segunda esposa. South dijo que este matrimonio ayudó a cambiar las cosas, y la inspiración de Tant lo ayudó a volver a escribir canciones y apariciones ocasionales en público.
South engendró un hijo, su hijo Craig South, que es un artista de doblaje en el sur de California.

## Honores
South ganó dos premios Grammy, por Canción del año y Mejor canción contemporánea, por el sencillo "Games People Play", en 1969. South fue incluido en el Salón de la fama de compositores de Nashville en 1979 y se convirtió en miembro del Georgia Music Hall of Fama en 1981.
South fue incluido en el Museo y Salón de la Fama de los Músicos en 2019.
En 1988, un DJ holandés, Jan Donkers, entrevistó a South para VPRO Radio. El programa de radio que transmitió la entrevista también tocó cuatro nuevas canciones de South, pero no se publicó un nuevo disco.
El 13 de septiembre de 2003, South actuó durante la ceremonia de inducción del Salón de la Fama de la Música de Georgia y tocó con Buddy Buie, James B. Cobb, Jr. y Chips Moman.
La grabación final de South, "Oprah Cried", se realizó en 2009 y se lanzó como una canción adicional en el relanzamiento de los álbumes: "So the Seeds are Growing" y "A Look Inside" en un CD.

## Muerte
South murió en su casa en Buford, Georgia, al noreste de Atlanta, el 5 de septiembre de 2012, de insuficiencia cardíaca. Tenía 72 años. South y su segunda esposa Jan Tant, quien murió en 1999, están enterrados en el cementerio Mount Harmony Memorial Gardens, en Mableton (Condado de Cobb), Georgia.

## Discografía

### Álbumes de estudio
| Año  | Álbum                              | Posiciones en los charts | Posiciones en los charts | Posiciones en los charts | Discográfica |
| Año  | Álbum                              | US                       | US Country               | CAN                      | Discográfica |
| ---- | ---------------------------------- | ------------------------ | ------------------------ | ------------------------ | ------------ |
| 1969 | Introspect                         | 117                      | —                        | —                        | Capitol      |
| 1969 | Games People Play                  | —                        | —                        | —                        | Capitol      |
| 1970 | Don't It Make You Want to Go Home? | 60                       | 39                       | 36                       | Capitol      |
| 1970 | Greatest Hits                      | 125                      | —                        | 88                       | Capitol      |
| 1971 | Joe South                          | 207                      | —                        | —                        | Capitol      |
| 1971 | Joe South Story                    | —                        | —                        | —                        | MGM          |
| 1971 | So the Seeds Are Growing           | —                        | —                        | —                        | Capitol      |
| 1972 | A Look Inside                      | —                        | —                        | —                        | Capitol      |
| 1975 | Midnight Rainbows                  | —                        | —                        | —                        | Island       |
| 1976 | You're the Reason                  | —                        | —                        | —                        | Gusto        |
| 1990 | The Best of Joe South              | —                        | —                        | —                        | Rhino        |
| 1999 | Retrospect: The Best of Joe South  | —                        | —                        | —                        | Koch         |
| 2001 | Anthology: A Mirror of His Mind    | —                        | —                        | —                        | Raven        |
| 2002 | Classic Masters                    | —                        | —                        | —                        | Capitol      |

### Sencillos
| Year | Sencillo                                                | Chart Positions | Chart Positions | Chart Positions | Chart Positions | Chart Positions | Chart Positions | Album(s)                           |
| Year | Sencillo                                                | US              | US Country      | US AC           | CAN             | CAN Country     | CAN AC          | Album(s)                           |
| ---- | ------------------------------------------------------- | --------------- | --------------- | --------------- | --------------- | --------------- | --------------- | ---------------------------------- |
| 1958 | "The Purple People Eater Meets the Witch Doctor"        | 47              | —               | —               | —               | —               | —               | singles only                       |
| 1961 | "You're the Reason"                                     | 87              | 16              | —               | —               | —               | —               | singles only                       |
| 1969 | "Games People Play"                                     | 12              | —               | —               | 7               | —               | —               | Introspect, Games People Play      |
| 1969 | "Birds of a Feather"                                    | 96              | —               | —               | —               | —               | —               | Introspect                         |
| 1969 | "Leaning on You"                                        | 104             | —               | —               | 69              | —               | —               | single only                        |
| 1969 | "Don't It Make You Want to Go Home" (con The Believers) | 41              | 27              | —               | 42              | 11              | 18              | Don't It Make You Want to Go Home? |
| 1970 | "Walk a Mile in My Shoes" (con The Believers)           | 12              | 56              | 3               | 10              | 6               | 2               | Don't It Make You Want to Go Home? |
| 1970 | "Children"                                              | 51              | —               | —               | 33              | —               | 31              | Don't It Make You Want to Go Home? |
| 1970 | "Why Does a Man Do What He Has to Do"                   | 118             | —               | —               | 47              | —               | —               | singles only                       |
| 1971 | "Fool Me"                                               | 78              | —               | —               | —               | —               | —               | singles only                       |